# Guilla
Guilla est une localité située dans le département de Boussouma de la province du Sandbondtenga dans la région des Kuilsé au Burkina Faso.

## Histoire
Le 29 juin 2009, d'importantes pluies accompagnées de vents violents ont fait des dégâts matériels majeurs dans le village, provoqués de nombreux blessés et entrainés la mort de trois personnes.

## Éducation et santé
Le centre de soins le plus proche de Guilla est le centre médical avec antenne chirurgicale (CMA) de Boussouma tandis que le centre hospitalier régional (CHR) se trouve à Kaya.
Guilla possède une école primaire publique.